# ESIC - Business & Marketing School
ESIC - Business & Marketing School é uma escola de marketing da Espanha.
Foi fundada em 1965. Foi o primeiro centro de estudos superiores de Marketing da Espanha.
A ESIC é uma escola voltada ao ensino da gestão de negócios e marketing.
Possui unidades nas cidades de Madrid, Valencia, Pamplona, Zaragoza, Sevilla, Murcia, Bilbao, Granada, Málaga, Santander, Barcelona e Salamanca, além de Curitiba, Brasil.
A ESIC é uma Business School Internacional especializada em Gestão de Negócios e Marketing. 
Foi o primeiro centro de estudos superiores de Marketing da Espanha. Contando com credibilidade e tradição no ensino, bem como, com seriedade e rigor na formação de profissionais completos: capazes de enfrentar os desafios mercadológicos em todos os níveis empresariais, mediante estruturados processos de análise, reflexão, decisão e atuação.
A ESIC - Business & Marketing School atua em cinco áreas distintas: Graduação, Pós-Graduação, Executive Education (cursos sob medida, formação in company), ESIC Idiomas (Escola de idiomas da ESIC) e ESIC Editora (com tradição em publicações renomadas, atualizadas e especializadas em Gestão de Negócios e Marketing).
Além de possuir campus nas 12 principais cidades da Espanha, em 2001 a ESIC inaugurou seu campus Curitiba/Brasil, com ações e cursos similares a de todas as suas sedes na Europa adaptados a realidade brasileira. Seu foco está em oferecer um aprendizado completo em administração, especializado em gestão de negócios e marketing. Conta com uma grade curricular altamente especializada, programas baseados na realidade empresarial, sede moderna com excelente infra-estrutura e um corpo docente extremamente qualificado (com formação acadêmica e experiência profissional).
Esta Business School é uma instituição séria, que prima por padrões internacionais de excelência: é membro da EFMD (European Foundation for Management Development), AEEDE (Associação Espanhola Escolas de Administração de Empresas) e CLADEA (Consejo Latinoamericano de Escuelas de Administración) bem como seus MBAs são reconhecidos internacionalmente pelo MBA Council.
O Campus ESIC Curitiba/Brasil recebeu autorização de funcionamento em 2001 com Conceito A do MEC (Ministério da Educação do Brasil). Seu curso foi reconhecido em 2005 com Nota Máxima. Em 2006 a ESIC foi a única instituição de Curitiba que alcançou Nota Máxima no IDD do ENADE/MEC (o índice que avalia o quanto o aluno aprendeu durante o curso). No ano de 2008, em nova avaliação do MEC através do ranking IGC, a ESIC aparece como a melhor faculdade de Curitiba e a melhor faculdade particular do estado do Paraná.
No âmbito privado/corporativo recebeu a premiação Top de Marketing no ano de 2005, e a posição de melhor programa MBA Executivo em todo o sul do país no ranking da revista Você S/A.
Os alunos ESIC/Brasil beneficiam-se de todos os convênios firmados pela ESIC internacionalmente, podendo estudar um ano (6º e 7º semestres da graduação) na matriz em Madrid/Espanha.